# 勒藻勒市鎮
勒藻勒市鎮（丹麥語：Rødovre Kommune）是丹麥的一個市鎮，位於西蘭島東部，哥本哈根以西。屬首都大区。面積12.12平方公里，2009年人口36,228人。行政中心为勒藻勒。

## 姐妹城市
- 瑞典泰比市镇
- 挪威利勒斯特倫
- 芬兰耶爾文佩